# Distretto di Lufwanyama
Il distretto di Lufwanyama è un distretto dello Zambia, parte della Provincia di Copperbelt.
Il distretto comprende 16 ward:
- Boso
- Bulaya
- Chantete
- Chibanga
- Kabundia
- Kafubu
- Kansanta
- Kansonka
- Lufwanyama
- Luswishi
- Mibenge
- Mpindi
- Mukumbo
- Mushingashi
- Mwelushi
- Sokotwe